# Chthonius jalzici
Espèce
Chthonius jalzici est une espèce de pseudoscorpions de la famille des Chthoniidae.

## Distribution
Cette espèce est endémique de Croatie. Elle se rencontre dans la grotte Veternica Špilja à Zagreb.

## Publication originale
- Ćurčić, 1988 : Cave-dwelling pseudoscorpions of the Dinaric karst. Slovenska Akademija Znanosti in Umetnosti, Ljubljana, p. 1-192.